# 輕美鱗灰蝶
輕美鱗灰蝶（Lepidochrysops hypopolia）是一種已滅絕的灰蝶。牠們是南非的特有種。